# Božena Rodová-Šašecí
Božena Rodová-Šašecí (17. prosince 1890 Telč – 30. září 1978Jihlava) byla česká malířka, grafička a ilustrátorka, členka Kruhu výtvarných umělkyň. 

## Životopis
Narodila se v Telči v dobře situované rodině gymnaziálního profesora Otty Šašecího a jeho manželky Marie, která pocházela ze statkářské rodiny Hrabaňů a zároveň byla vdovou po řediteli cukrovaru ve Velimi Františku Říhovi.
Výtvarné nadání rozvíjela v letech 1908 – 1913 studiem na Uměleckoprůmyslové škole v Praze, kde se zapsala do kursů malby a kresby (Prof. Jan Beneš, Josef Schusser, Heinrich Jakesch, Jakub Schikaneder, Emilie Krostová a Jan Preisler). V letech 1912 – 1913 navštěvovala školu dekorativního kreslení a malby (Jan Preisler, Alexander Jakesch, Jakub Schikaneder).
Dne 17. června 1916 se v Kostelním Vydří provdala za zemědělského inženýra Jana Roda (1887 – 1967) a přijala příjmení Rodová. Jejich syn prof. Ing. Jan Rod DrSc. (1920 – 2004) se později stal významným vysokoškolským pedagogem a metodologem šlechtění rostlin.
Studijní pobyty a výstavy absolvovala v letech 1918 – 1938 v Bosně a Hercegovině, na Slovensku a opakovaně na Podkarpatské Rusi, kde malovala portréty Rusínů. V Paříži se zúčastnila výstavy v tehdejší výstavní síni Espace Eiffel Branly a na další cestu jela do Itálie.
V Ústavu pro zvelebení živností a řemesel (při Obchodní a živnostenské komoře v Praze) navštěvovala kurzy linorytu, dřevorytu a dřevořezu u Františka Koblihy.
Od roku 1939 působila v Brně. Ke konci svého života se věnovala krajinářské tvorbě. Do roku 1976 přispívala k výzdobě telčské městské kroniky. Zemřela pravděpodobně v Telči, kde je pohřbena při kostele Matky Boží v hrobce rodiny svého manžela.
V pražských adresářích výtvarných umělců československých z let 1928 – 1939 není.

## Dílo
Věnovala se figurální malbě i krajinomalbě, kresbě pastelem i ilustracím. Vystavovala s Kruhem výtvarných umělkyň, jehož členkou se stala již roku 1920.  

### Obrazy (výběr)
- Portrét Rusínky, olej na plátně, před rokem 1937
- Portrét Cikánky, olej na plátně, asi 1938 [7]
- Letní krajina, tempera a akvarel na lepence, signováno vpravo dole; Muzeum města Brna [8]
- Krajina s rybníkem, akvarel a pastel na lepence, signováno vlevo dole, nedatováno; soukromá sbírka

### Ilustrace
- Karel Jan Hejda: Zelené obrázky (knížka o přírodě), obálka a ilustrace Božena Rodová-Sašecí, vydal Miroslav Stejskal Praha 1942[9]. 2. vydání Třebíč,1946

## Výstavy
Lublaň (1917), Telč (1922, 1924), Užhorod, Košice, Bratislava, Praha (1921), Paříž.